# Héber Ratti
Héber Ignacio Ratti Guardia est un footballeur uruguayen né le 5 avril 1994 à Las Piedras. Il évolue au poste de milieu de terrain à River Plate.

## Palmarès

### En équipe nationale
- Équipe d'Uruguay des moins de 17 ans
  - Deuxième du Championnat des moins de 17 ans de la CONMEBOL en 2011
    - Finaliste de la Coupe du monde des moins de 17 ans en 2011